# Кьютер, Кей И.
Кэй Эдвин Эммерт Кьютер (англ. Kay Edwin Emmert "E." Kuter, 25 апреля 1925 — 12 ноября 2003) — американский актёр кино и телевидения. В основном известен благодаря роли фермера Ньюта Кайли в ситкомах CBS Зелёные просторы и Станция Юбочкино.
Сын знаменитого голливудского арт-директора Лео К. Кьютера и актрисы немого кино Эвелин Эдлер, родился в Лос-Анджелесе, штат Калифорния. До работы над ситкомами выступал в основном как серьёзный актёр, изображая в 1960-х годах «трудных», часто бородатых героев.
Исполнил второплановые роли во многих популярных фильмах, включая Последний звёздный боец (Эндуран), Чернокнижник и Курс анатомии. Последним фильмом с его участием стал вышедший в 2004 году Запретный воин.
Голосом Кьютера говорят персонажи детских фильмов, в том числе Санта-Клаус в Аннабелль и Угрюмус в Русалочка II: Возвращение в море (Кьютер сменил умершего в 1989 году Бена Райта).
Позднее Кьютер активно занимался озвучиванием компьютерных игр. Среди озвученных им героев — бармен Грисволд Гудсоуп из The Curse of Monkey Island и Веласко из Грим Фанданго, — культовых приключенческих игр 1990-х годов от LucasArts. Но наиболее известен для поклонников видеоигр Вернер Хубер из адвенчуры Габриэль Найт: Зверь внутри, сделанной по технологии FMV. Кьютер также был закадровым голосом в рекламе «Hershey’s Kisses» в течение 14 лет.
Кьютера часто приглашали в телесериалы: Бонанза, Перри Мейсон, Дымок из ствола, Звёздный путь: Следующее поколение, Звёздный путь: Глубокий космос 9 и другие. Он также появился в сериале Скорая помощь, в сериале Зачарованные (эпизод «Долго и счастливо»), За гранью возможного (эпизод Предупреждение), Сайнфелд, Секретные материалы (эпизод «Калушари») и Фрейзер.
Кэй Е. Кьютер умер 12 ноября 2003, от легочных осложнений в больнице Святого Иосифа в городе Бербанк, штат Калифорния. Ему было 78 лет, он умер всего через четыре месяца после смерти своей матери, скончавшейся в возрасте 103 лет. Похоронен на кладбище Голливуд Хиллз.